# Omphalomia
Omphalomia är ett släkte av fjärilar. Omphalomia ingår i familjen mott.
Kladogram enligt Catalogue of Life:
| Omphalomia | \| \| Omphalomia accersita \| \| \| \| \| \| Omphalomia hirta \| \| \| \| |
|            | \| \| Omphalomia accersita \| \| \| \| \| \| Omphalomia hirta \| \| \| \| |
|            | Omphalomia accersita                                                      |
|            |                                                                           |
|            | Omphalomia hirta                                                          |
|            |                                                                           |